# 2003 au théâtre
| Années du théâtre : 2000 - 2001 - 2002 - 2003 - 2004 - 2005 - 2006    |
| Décennies du théâtre : 1970 - 1980 - 1990 - 2000 - 2010 - 2020 - 2030 |

Cet article présente les faits marquants de l'année 2003 au théâtre.

## Événements
- En France, la grève des intermittents du spectacle (acteurs, techniciens…) qui visait à protester contre la réforme des régimes d'indemnisation Assedic a conduit le Festival d'Avignon à annuler l'ensemble du festival In et une centaine de spectacles du Off.

## Pièces de théâtre représentées
- 8 janvier : Les Prétendants de Jean-Luc Lagarce, mise en scène Jean-Pierre Vincent, Théâtre national de la Colline
- 8 janvier : La Comédie de Macbeth, mise en scène Jean-Marie Patte, Théâtre national de la Colline
- 5 février : Anthropozoo de Gildas Milin, mise en scène de l'auteur, Théâtre national de Strasbourg
- 1er mars : Petit Eyolf d'Henrik Ibsen, mise en scène Alain Françon, Théâtre national de la Colline
- 9 mars : Agnès Belladone de Jean-Paul Alègre, Théâtre Alexandre III de Cannes
- 22 avril : Algérie 54-62 de Jean Magnan, mise en scène Robert Cantarella, Théâtre Dijon Bourgogne
- 14 mai : Dynamo d'Eugène O'Neill, mise en scène Robert Cantarella, Théâtre national de la Colline
- 15 mai : Avant/Après de Roland Schimmelpfennig, mise en scène Michèle Foucher, Théâtre national de la Colline
- 10 juin : Venise sous la neige, de Gilles Dyrek, Théâtre de la Pépinière Opéra
- 12 septembre : Si ce n’est toi d’Edward Bond, mise en scène Alain Françon, Théâtre national de la Colline
- 20 septembre : Je me souviens d'après Georges Perec, mise en scène Sami Frey, Théâtre de la Madeleine
- 1er octobre : Onze Débardeurs d'Edward Bond, mise en scène Jean-Pierre Vincent, Théâtre national de la Colline
- 8 octobre : Variations sur la mort de Jon Fosse, mise en scène Claude Régy, Théâtre national de la Colline
- 12 novembre : La Scène de Valère Novarina, mise en scène de l'auteur, Théâtre national de la Colline
- 21 novembre : Le Soldat Tanaka de Georg Kaiser, mise en scène Guillaume Lévêque, Théâtre national de la Colline

## Festival d'Avignon
- Le Festival "In" a été annulé dans sa totalité à la suite des grèves des intermittents du spectacle.
- une centaine de représentations du  festival Off furent également annulées.

## Récompenses
- 12 mai : 17e Nuit des Molières (Molières 2003)

## Décès
- 6 janvier : Maurice Nasil (°1913)
- 8 janvier : Jean Meyer (°1914)
- 11 janvier : Maurice Pialat (°1925)
- 14 janvier : Vahé Katcha (°1928)
- 17 janvier : Jean-Yves Dubois (°1958)
- 22 février : Jean-Pierre Miquel (°1937)
- 27 mars : Daniel Ceccaldi (°1927)
- 3 avril : Henri Lambert (°1927)
- 23 mai : Jean Yanne (°1933)
- 1er juin : Marc de Georgi (°1931)
- 4 juin : Michel Peyrelon (°1936)
- 18 juillet : Marc Camoletti (°1923)
- 1er août : Marie Trintignant (°1962)
- 12 août : Françoise Giret (°1929)
- 26 septembre : Robert Lombard (°1921)
- 13 octobre : Nicole Chollet (°1914)
- 17 novembre : Claude Nicot (°1925)
- 22 novembre : Piéral (°1923)
- 25 novembre : Jacques François (°1920)